# Comté de Colusa
Le comté de Colusa (en anglais : Colusa County) est un comté de l'État de Californie, aux États-Unis. Au recensement de 2020, il compte 21 839 habitants. Son siège est Colusa.
Situé en Californie du Nord, le comté de Colusa fait partie des 27 comtés originaux de Californie créés en février 1850. Des parties de son territoire sont plus tard transférées au comté de Tehama en 1856 et au comté de Glenn en 1891.

## Villes et communautés
Le comté de Colusa compte deux municipalités incorporées et, au recensement de 2010, sept CDP (census-designated places).
Municipalités
Aux États-Unis, on parle de "localité incorporée" lorsqu'une localité se constitue en municipalité. Elle se dote alors d'un maire et d'un gouvernement local indépendant du comté. Certaines se dotent d'un service de lutte contre l'incendie (fire department) et/ou d'un service de police (police department). D'autres contractualisent avec le comté qui assure ces services pour le compte de la municipalité.
| Nom      | Population (2010) | Superficie (km²) | Densité (2010) | Incorporation | Incendie | Police | Notes          |
| -------- | ----------------- | ---------------- | -------------- | ------------- | -------- | ------ | -------------- |
| Colusa   | 5 971             | 4,74             | 1 260,3        | 1868          | oui      | oui    | Siège du comté |
| Williams | 5 123             | 14,08            | 363,8          | 1920          | oui      | oui    |                |

1. ↑  (en) « Police », sur CityOfColusa.com.
2. ↑  (en) « Fire », sur CityOfColusa.com.
3. ↑  (en) « Welcome to the Police Department », sur CityOfWilliams.org.
4. ↑  (en) « Welcome to the Williams Fire Protection Authority », sur CityOfWilliams.org.

Census-designated places
Les CDP sont des périmètres à usage statistique établies par le recensement.
| Nom          | Population (2010) | Superficie (km²) | Densité (2010) | Notes |
| ------------ | ----------------- | ---------------- | -------------- | ----- |
| Arbuckle     | 3 028             | 4,56             | 664,6          |       |
| Maxwell      | 290               | 8,49             | 34,2           |       |
| College City | 391               | 5,85             | 66,8           |       |
| Grimes       | 197               | 8,78             | 22,4           |       |
| Lodoga       | 1 103             | 5,57             | 198,2          |       |
| Princeton    | 303               | 4,76             | 63,6           |       |
| Stonyford    | 149               | 7,51             | 19,8           |       |

## Démographie
| 1850 | 1860  | 1870  | 1880   | 1890   | 1900  |
| ---- | ----- | ----- | ------ | ------ | ----- |
| 115  | 2 274 | 6 165 | 13 118 | 14 640 | 7 364 |

| 1910  | 1920  | 1930   | 1940  | 1950   | 1960   |
| ----- | ----- | ------ | ----- | ------ | ------ |
| 7 732 | 9 290 | 10 258 | 9 788 | 11 651 | 12 075 |

| 1970   | 1980   | 1990   | 2000   | 2010   | 2020   |
| ------ | ------ | ------ | ------ | ------ | ------ |
| 12 430 | 12 791 | 16 275 | 18 804 | 21 419 | 21 839 |